# Евсеево (Московская область)
Евсе́ево — деревня в Московской области России. Входит в Павлово-Посадский городской округ. Административный центр . Население — 1735 чел. (2010).

## География
Деревня Евсеево расположена в центральной части городского округа, примерно в 1 км к юго-востоку от города Павловский Посад. Высота над уровнем моря 138 м. К деревне приписано 9 СНТ и 2 ГСК. Ближайшие населённые пункты — деревни Улитино и Гора.

## Название
Упоминается в письменных источниках как Овсевьева (1573 год, XVIII век), Евсевьева (1862 год), с конца XIX века — Евсеево. Все названия связаны с различными формами календарного личного имени Евсевий (Евсей, Овсевий).

## История
В 1926 году деревня являлась центром Евсеевского сельсовета Павлово-Посадской волости Богородского уезда Московской губернии, имелась школа 1-й ступени.
С 1929 года — населённый пункт в составе Павлово-Посадского района Орехово-Зуевского округа Московской области, с 1930-го, в связи с упразднением округа, — в составе Павлово-Посадского района Московской области.
До муниципальной реформы 2006 года Евсеево входило в состав Улитинского сельского округа Павлово-Посадского района.
С 2004 до 2017 гг. деревня была административным центром упразднённого Улитинского сельского поселения Павлово-Посадского муниципального района.

## Население
| 1926 | 2002  | 2006  | 2010  |
| ---- | ----- | ----- | ----- |
| 296  | ↗1681 | ↗1842 | ↘1735 |

В 1926 году в деревне проживало 296 человек (136 мужчин, 160 женщин), насчитывалось 80 хозяйств, из которых 34 было крестьянских. По переписи 2002 года — 1681 человек (727 мужчин, 954 женщины).